# Johann Gelle

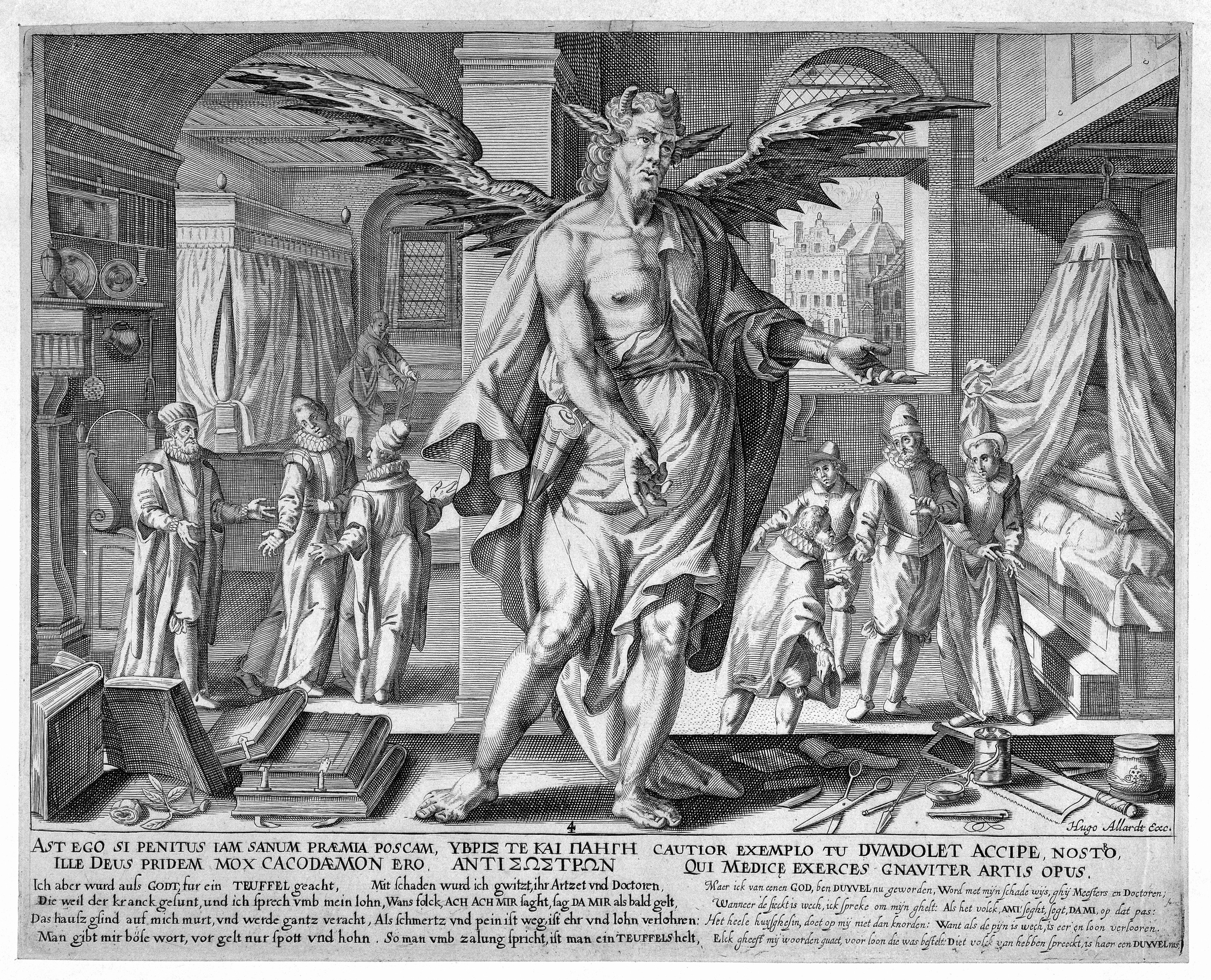
Il medico appare come un diavolo quando chiede la sua parcella

Johann Gelle, o Johannes Gelle o Johannes Gelleaeo (Colonia, 1580  circa – Amsterdam, 30 marzo 1625  o 1624), è stato un editore e incisore tedesco.

## Biografia
Allievo di Crispijn van de Passe, operò inizialmente nella sua città natale a partire circa dal 1595. Nel 1606 si trasferì ad Amsterdam, dove rimase fino al 1610. Nello stesso anno fu a Parigi e ad Anversa, rimanendo in quest'ultima città fino al 1614. Operò inoltre a Colonia (1614-1615), Amsterdam (1624-1625) e Francoforte sul Meno.
Illustrò alcune opere di Jacob Cats, tra cui Self Stryt, Constantijn Huygens e Johan de Brune.

## Opere
- L'incoronazione di Mattia d'Asburgo a imperatore del Sacro Romano Impero, serie di incisioni
- Il medico, serie di incisioni